# کوه دیم پایین
کوه دیم پایین، روستایی در دهستان پلان بخش پلان شهرستان چابهار در استان سیستان و بلوچستان ایران است.

## جمعیت
بر پایه سرشماری عمومی نفوس و مسکن در سال ۱۳۹۵، جمعیت این روستا برابر با ۱۲۷ نفر (۱۹ خانوار) بوده‌است.